# 马勒伊拉莫特
马勒伊拉莫特（法語：Mareuil-la-Motte，法語發音：[maʁœj la mɔt]）是法国瓦兹省的一个市镇，属于贡比涅区。

## 地理
马勒伊拉莫特（49°32'43"N, 2°47'24"E）面积9.17 平方千米，位于法国上法蘭西大區瓦兹省，该省份为法国北部内陆省份，北起索姆省，西接厄尔省和滨海塞纳省，南至塞纳-马恩省和瓦兹河谷省，东临埃纳省。
与马勒伊拉莫特接壤的市镇（或旧市镇、城区）包括：埃兰库尔-圣玛格丽特、居里、马河畔马尔尼、普莱西德鲁瓦、里克堡、蒂耶斯库尔。

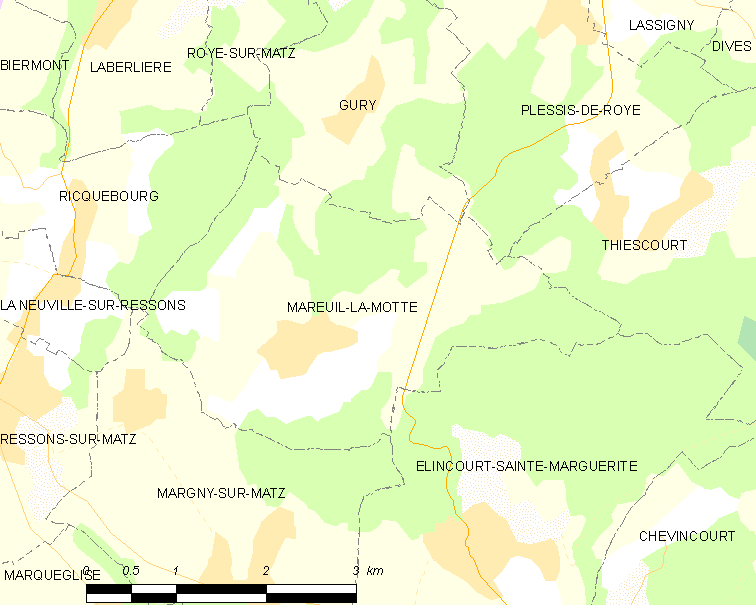
马勒伊拉莫特的OSM定位图

马勒伊拉莫特的时区为UTC+01:00、UTC+02:00（夏令时）。

## 行政
马勒伊拉莫特的邮政编码为60490，INSEE市镇编码为60379。

## 政治
马勒伊拉莫特所属的省级选区为图罗特县。

## 人口

1962-2008年间马勒伊拉莫特人口变化图示

马勒伊拉莫特于2022年1月1日时的人口数量为606人。